# Heller Erik
Heller Erik, teljes nevén Heller Erik Oszkár (Győr, 1880. május 15. — Budapest, 1958. október 15.) magyar büntetőjogász, egyetemi tanár. A Magyar Tudományos Akadémia levelező tagja 1943–1949 között. Akadémiai tagságát posztumusz 1989-ben állították vissza.

## Kutatási területe
Anyagi büntetőjog, büntető eljárásjog s főként a fiatalkorúak büntetőjoga.

## Életpályája
Édesapja, Heller Ágost (1843–1902), magyar fizikus, tudománytörténész, az MTA tagja, édesanyja, lovag bleybachi Bolberitz Georgina (1854–1920) volt. Fivére, Heller Farkas (1877–1955) közgazdász, egyetemi tanár, a Magyar Tudományos Akadémia tagja volt. Gimnáziumi tanulmányait 1890-1898 közt Budapesten végezte a II. kerületi kir. katolikus főgimnáziumban, felsőfokú tanulmányokat a budapesti egyetem jog- és államtudományi fakultásán folytatott, jogász doktori diplomáját 1904-ben kapta kézhez. Igyekezett minél több gyakorlatot és tapasztalatot szerezni, már 1902-ben a bírósági szolgálatban gyakornokoskodott, 1906-tól bírósági aljegyzőként, 1908-tól jegyzőként működött. 1913-ban már albíró, 1918-ban az igazságügyi minisztériumban előbb titkár, majd 1922-től főügyész. 1923-ban magántanári kinevezést kapott a budapesti egyetemen. 1925. szeptember 23-án egyetemi tanárrá nevezték ki, s rábízták a Szegedre költözött Kolozsvári Magyar Királyi Ferenc József Tudományegyetem Büntető Eljárásjogi Tanszékének vezetését. 1925-től 1940-ig vezette itt Szegeden ezt a tanszéket, majd 1940. október 15-én az egyetemmel együtt ő is visszaköltözött Kolozsvárra, s ott tanított, tanszékvezető nyilvános rendes tanárként, betöltötte ott is a Jogi Kar dékáni posztját, Szegeden 1933/34-ben volt jogi kari dékán, 1934/35-ben prodékán. A Magyarország számára vesztes második világháború után 1944-1949-ig a budapesti egyetemen tanított, 1949-ben nyugdíjazták, akadémiai levelező tagságát tanácskozási jogú tagsággá minősítették vissza.
A büntetőjog területén tudósként és tanárként is jeles munkásságot fejtett ki. Az oktatás- és tudományszervezésben szintén élen járt. 1938–1949-ig meghívott, majd rendes tagja volt az MTA Jogtudományi Bizottságának. A Jog című folyóiratnál szerkesztőbizottsági tagként működött.
1949-es nyugdíjazása után sem hagyta abba a munkát, lefordította német nyelvre az egész új büntető-perrendtartást, a kötet 1958-ban meg is jelent Berlinben. Hirtelen, munka közben érte a halál, melyet általános érelmeszesedés és szívkoszorúér-elzáródás okozott. Munkásságáról 1959-ben emlékeztek meg a Zeitschrift für die gesamte Strafrechtswissenschaft és a Jogtudományi Közlöny című szakfolyóiratokban.

## Házassága és gyermeke

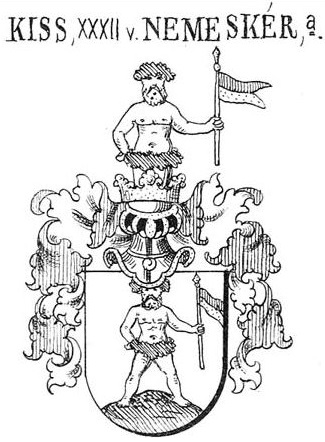
A nemeskéri Kiss család címere

Győrben 1912. szeptember 7-én feleségül vette a római katolikus nemesi származású nemeskéri Kiss családból való nemeskéri Kiss Irén Franciska Erzsébet (Győr, 1887. október 20. – Budapest, 1971. június 21.) kisasszonyt, nemeskéri Kiss Gábor (1844–1929), királyi curiai bíró, a Lipót rend lovagja, és Kränzlein Ida (1852–1915) leányát. A menyasszony apai nagyszülei nemeskéri Kiss Gábor (1794-1863), marcali gyógyszerész és duliczi Duliczky Franciska (1809–1888) voltak. A menyasszony anyai nagyszülei Kränzlein Mihály, győri kereskedő, a Győrvárosi Szépítő Egylet elnöke és Fischpach Lujza (1832–1884) voltak. A menyasszony fivére dr. nemeskéri Kiss Aurél (1881-?) győri ügyvéd, közjegyző volt; az apai nagybátyja nemeskéri Kiss István (1833–1884) gyógyszerész, Marcali első gyógyszertárának a harmadik tulajdonosa, Nemesvid első gyógyszertárának alapítója. Heller Erik és nemeskéri Kiss Irén házasságából született:
- dr. Heller György (1922–Budapest, 2012. szeptember 9.), MÁV igazgató, a BME c. docense, a Szent István Akadémia tagja. Felesége Szepessy Magda.

## Köteteiből
- Bűnvádi perrendtartás a fiatalkorúak bűnügyeiben, figyelemmel a törvényhozás feladataira. Budapest, 1912. 176 p.
- A becsület védelméről szóló 1914: XLI. te. (Törvénykommentár.) Pécs, 1914. 83 p.
- A hatóságok büntetőjogi védelméről szóló 1914: XL. te. (Törvénykommentár.) Pécs, 1916. 103 p.
- A büntetőjogi elméletek bírálata. Budapest, 1924. 142 p.
- A magyar büntetőjog tankönyve. 1. félkötet: Bevezetés és általános rész. 2. félkötet: Általános rész. Szeged, 1931—1937. 340, 283 p.
- Szubjektivizmus és objektivizmus a büntetőjogban. Kolozsvár, 1944. 84 p.
- A magyar büntetőtörvénykezési jog tankönyve. 1. Budapest, 1947. 272 p.

## Szakcikkeiből
- Ungarischer Vorentwurf zu einem Gesetz über das Verfahren in Strafsachen von Jugendlichen. ld. Z.f.Ges.Strafrechtswiss. 1912—13.
- La dottrina del tentativo nel progetto Rocco. ld. Diritto Comp. e di Studi Legislativi 1932.
- Materiális alanyi bűnösség. ld. Finkey Emlékkönyv, 1936.
- Anyagi jogellenesség és büntetőjogi reform. ld. Menyhárth Emlékkönyv, 1937.
- Tettazonosság és azonosság. ld. Kolosváry Emlékkönyv, 1939.
- A beszámíthatóság misztériuma. ld. Acta Juridica et Politica. Szeged, 1940.
- Büntetőjogunk haladásának útja. ld. AJurPoSze. 1941.